# Maserati Bora
La Maserati Bora è un'autovettura prodotta dalla casa automobilistica italiana Maserati dal 1971 al 1978.

## Il contesto

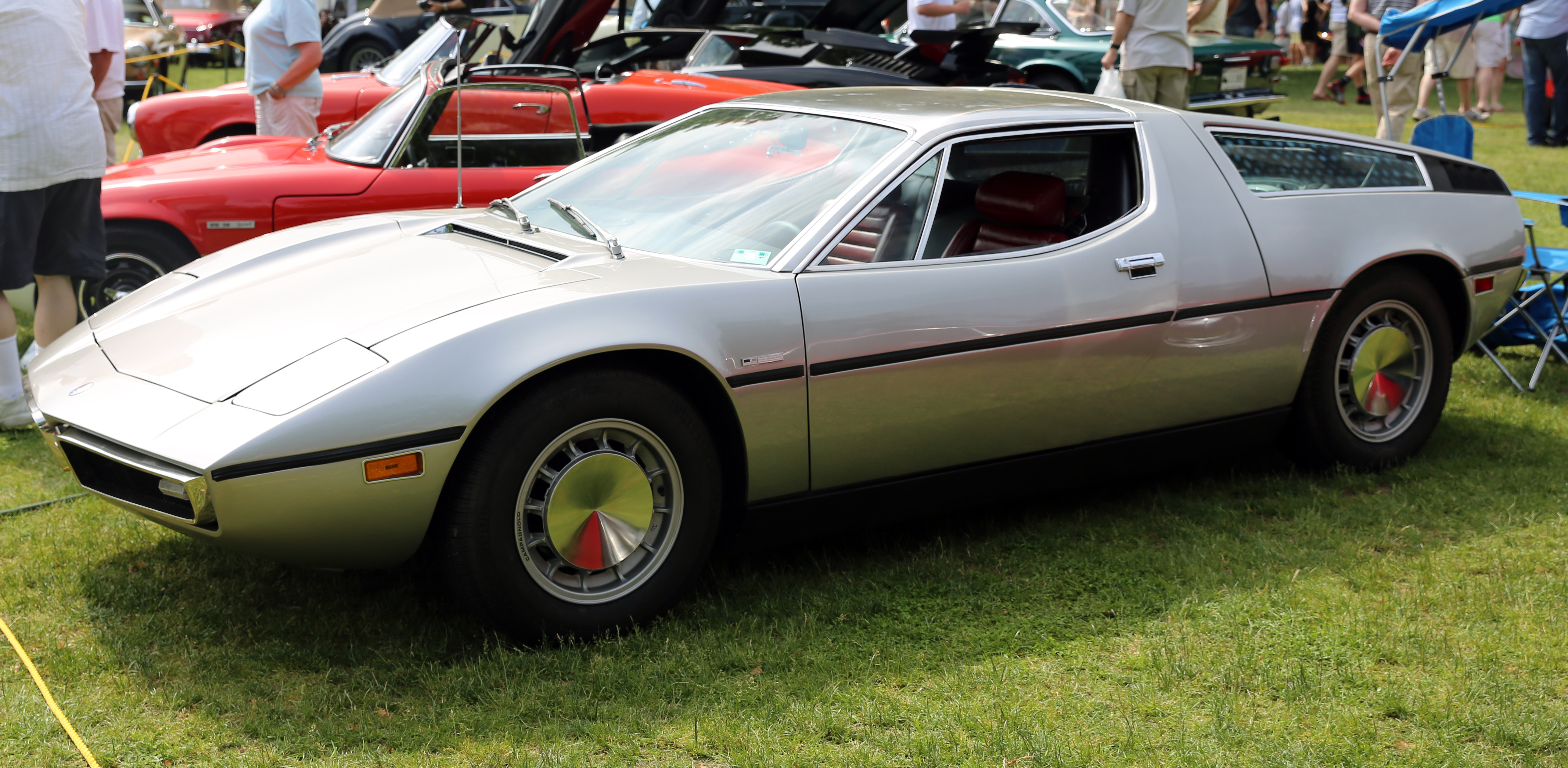
Vista laterale

Poco dopo l'acquisizione a opera di Citroën nel 1968, Maserati propose un progetto di una supercar biposto a motore centrale analoga alla Lamborghini Miura e alla De Tomaso Mangusta.
Nota originariamente come Tipo 117 e solo più tardi come Bora, Maserati iniziò lo studio su tale modello a ottobre 1968 e il prototipo fu pronto per l'estate successiva.
Esposta nella sua forma definitiva al Salone dell'automobile di Ginevra a marzo 1971, le consegne iniziarono a fine di quello stesso anno.

## Caratteristiche

### Telaio e meccanica
Il telaio era un monoscocca in acciaio, con un telaietto ausiliario al retrotreno per sostenere il motore e la trasmissione. Le sospensioni erano indipendenti su tutte le ruote (per la prima volta su una Maserati stradale), con molle a spirale, ammortizzatori telescopici e barre antirollio. L'avanzata idraulica ad alta pressione delle Citroën venne adattata per azionare i freni a disco autoventilanti, il servosterzo, i fari a scomparsa, la colonna dello sterzo orientabile, la frizione monodisco a secco e la pedaliera regolabile. I cerchi (in lega e prodotti dalla Campagnolo) sono da 7,5 × 15”; gli pneumatici Pirelli.

### Motore
Per quanto riguarda il motore, la Maserati decise di montare una versione leggermente migliorata del suo V8 bialbero di 4,7 litri (4719 cm³, alesaggio per corsa 93,9x85 mm), montato longitudinalmente, con un rapporto di compressione di 8,5:1, 4 carburatori Weber 42 DCNF e accensione elettronica Bosch. La potenza era di 310 CV a 6000 giri. Grande attenzione venne data alla riduzione del rumore e delle vibrazioni: il motore e il cambio a 5 marce ZF vennero montati su un telaietto ausiliario attaccato alla scocca con quattro supporti elastici.

### Design

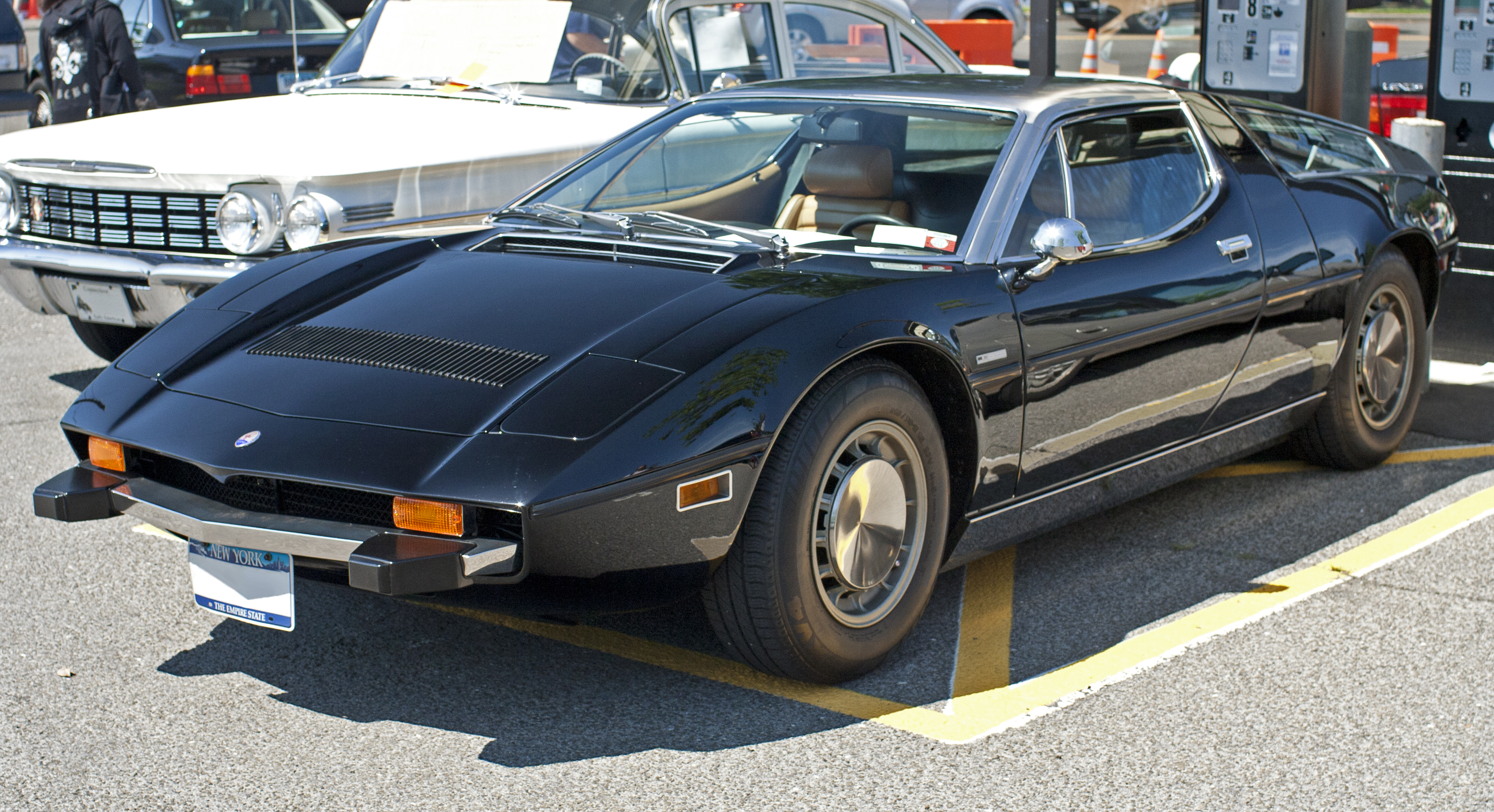
La Bora per il mercato statunitense

La carrozzeria fu disegnata da Giorgetto Giugiaro per la Italdesign, e costruita in subappalto dalle Officine Padane di Modena.
Con le sue linee pulite, la Bora appariva gradevole ed equilibrata, ma il suo imponente profilo laterale la faceva sembrare più robusta di una Lamborghini Countach o di una Ferrari 512BB. Aveva diverse particolarità: tetto in acciaio spazzolato inossidabile, vetri elettrici di serie, colonna dello sterzo orientabile e pedaliera regolabile (i sedili, invece, erano regolabili solo in altezza).

### Dati tecnici

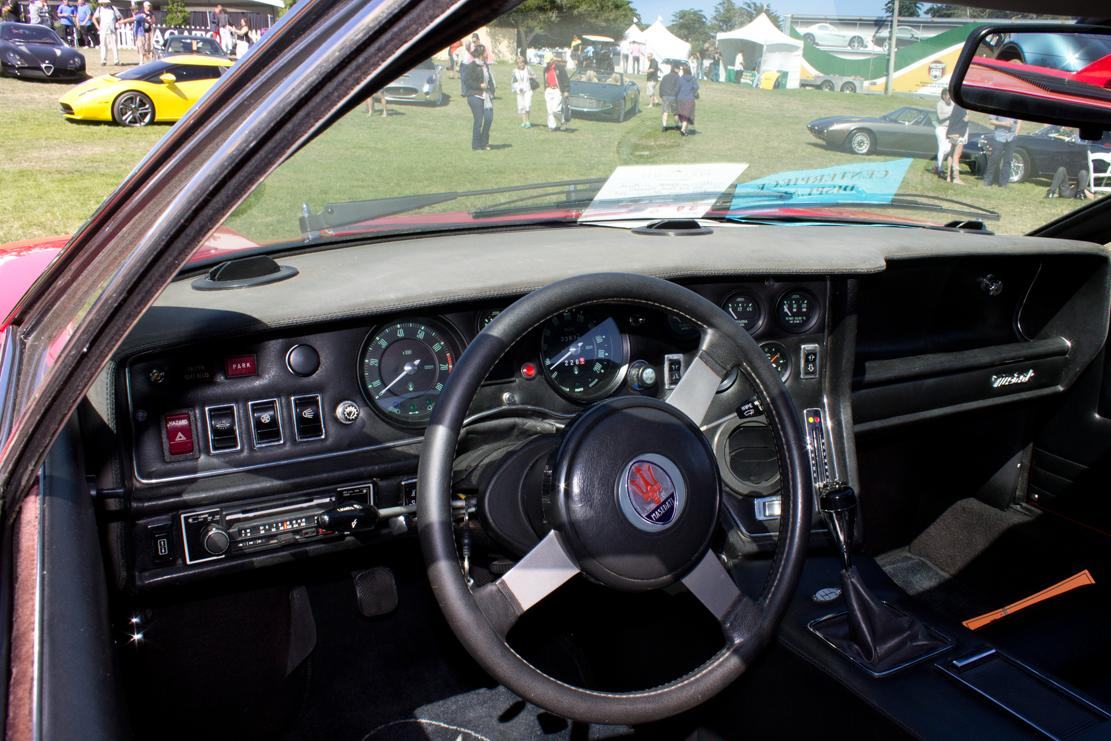
Interni

Alta 1138 mm, pesava 1520  kg (circa 180 in più della Ghibli) e raggiungeva una velocità massima di circa 270 km/h, con un'accelerazione da 0 a 100 km/h in circa 6,2 secondi.

## Evoluzione

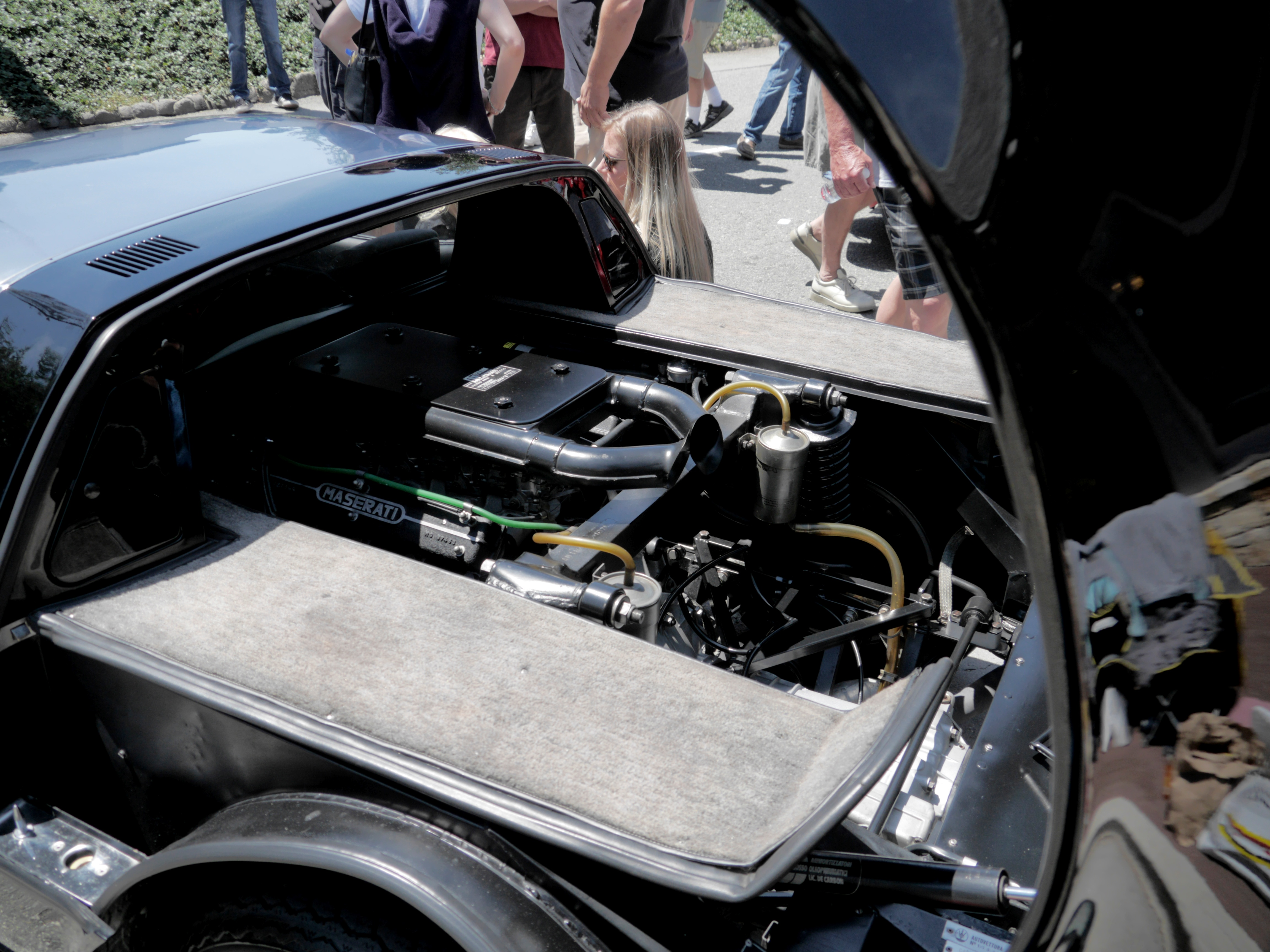
Motore

Dal 1973 le Bora destinate al mercato americano erano equipaggiate con un nuovo 4,9 litri, simile a quello delle Ghibli per gli USA e rispettoso delle locali norme antinquinamento. La potenza era di 300 CV a 6000 giri, solo 10 CV in meno della versione per l'Europa. In più vennero aggiunti dei paraurti per rispettare le norme americane sulla sicurezza. Tre anni più tardi il 4,9 litri venne montato su tutte le Bora: il motore era il 4,7 litri con corsa portata da 85 a 89 mm (cilindrata di 4930 cm³). Con un rapporto di compressione di 8,75:1, la potenza saliva a 320 CV (per l'Europa 330) a 5500 giri.
La produzione durò dal 1971 al 1978: 564 furono le Bora costruite, di cui 289 “4700” e le restanti 275 “4900”.
La Bora aveva una sorella minore, la Merak, che usava una carrozzeria simile e un più piccolo motore Maserati V6, usato anche sulla Citroën SM.